# 鎮魂祭
| 宮中祭祀の主要祭儀一覧             |
| 四方拝・歳旦祭                     |
| 元始祭                             |
| 奏事始                             |
| 昭和天皇祭（先帝祭）               |
| 孝明天皇例祭（先帝以前三代の例祭） |
| 祈年祭                             |
| 天長祭（天長節祭）                 |
| 春季皇霊祭・春季神殿祭             |
| 神武天皇祭・皇霊殿御神楽           |
| 香淳皇后例祭（先后の例祭）         |
| 節折・大祓                         |
| 明治天皇例祭（先帝以前三代の例祭） |
| 秋季皇霊祭・秋季神殿祭             |
| 神嘗祭                             |
| 新嘗祭                             |
| 賢所御神楽                         |
| 大正天皇例祭（先帝以前三代の例祭） |
| 節折・大祓                         |

鎮魂祭（ちんこんさい、みたましずめのまつり）とは、宮中で新嘗祭の前日に天皇の鎮魂を行う儀式である。宮中三殿に近い綾綺殿にて行われる。一般的ではないものの、宮中と同日に行われている石上神宮や、彌彦神社、物部神社など、各地の神社でも行われる例もある（うち彌彦神社は年二回）。天皇に対して行う場合には「みたましずめ」「みたまふり」と言う。鎮魂祭はかつては旧暦11月の2度目の寅の日に行われていた（太陽暦導入後は11月22日）。この日は太陽の活力が最も弱くなる冬至の時期であり、太陽神アマテラスの子孫であるとされる天皇の魂の活力を高めるために行われた儀式と考えられる。また、新嘗祭（または大嘗祭）という重大な祭事に臨む天皇の霊を強化する祭でもある。第二次世界大戦以後は皇后や皇太子夫妻に対しても行われている。

## 宇気槽の儀
鎮魂の儀では、宇気槽（うきふね、うけふね）と呼ばれる箱を伏せ、その上に女官が乗って桙で宇気槽の底を10回突く「宇気槽の儀」が行われる。これは日本神話の岩戸隠れの場面において天鈿女命が槽に乗って踊ったという伝承に基づくとされている。『古語拾遺』に「凡（およ）そ鎮魂の儀は、天鈿女命の遺趾（あと）なり」とある。かつてこの儀は、天鈿女命の後裔である猿女君の女性が行っており、「猿女の鎮魂」とも呼ばれていた。

## 魂振の儀
鎮魂の儀の後、天皇の衣を左右に10回振る魂振の儀が行われる。これは饒速日命が天津神より下された十種の神宝を用いた呪法に由来するとされる。『先代旧事本紀』には、饒速日命の子の宇摩志麻治命が十種の神宝を使って神武天皇の心身の安鎮を祈ったとの記述があり、「所謂（いはゆる）御鎮魂祭は此よりして始（おこ）れり」としている。